# يحيى بن الحسين الشجري
يحيى بن الحسين بن إسماعيل بن زيد الحسني الشجري الجرجاني، الشهير “بالمرشد بالله”، (412 - 499 هـ - 1021 - 1105 م)، من أئمة الزيدية، كانت دعوته في الجيل والري، في حدود سنة 491 وكان عالما بالحديث، قيل رحل في طلبه إلى 400 بلد، وأخذ عن 400 شيخ.

## النشاة
نشأ وترعرع في أحضان أسرة كريمة، فأخذ عن والده الإمام “الموفق بالله” الحسين بن إسماعيل الجرجاني مؤلف كتاب (الاعتبار وسلوة العارفين)، وبعد أن حصل على العلم، أصبح ممن تشد إليه الرحال.قال الحاكم: إليه تشد الرحال في طلب العلم، وهو غاية في الزهد، وعليه سيماء النبوة، وقد اعتزل واختار العبادة والعلم والعمل، وله كتب جمَّة، ولقي جماعة من المشائخ، وقد ذكرت بعض أحواله في (المراتب) للبستي: قال وله كتاب (الاستبصار في أخبار العترة الأطهار)، قام ودعا إلى الله أيام المستظهر العباسي، وكانت دعوته في الجيل والري وجرجان، ولا زال ساعياً في مرضاة الله حتى توفي سنة 499ـ، في خامس ربيع الآخر، ودفن في دار أخته بالري.

## مؤلفاته
- كتاب الأمالي الشهيرة بالأمالي الخميسية.
- كتاب الأمالي الإثنينية.
- امالي المرشد بالله الأربعيين النبوية.
- سيرة الإمام المؤيد بالله أحمد بن الحسين الهاروني.